# Theophil Bienert
Pour les articles homonymes, voir Bienert.
Theophil Joachim Heinrich Bienert, né le 3 mai 1833 à Kandava et mort le 5 avril 1873 à Riga, est un pharmacien, botaniste et entomologiste germano-balte, sujet de l'Empire russe.

## Biographie
De 1858 à 1860, il participe à l'expédition Khanykov dans le Khorasan et récolte, avec Alexander von Bunge, de nombreuses plantes dans ces régions encore peu explorées de l'Iran. Il est l'auteur de Baltische Flora, une flore de la Baltique dont le premier volume est paru en 1872. Cependant Theophil Bienert meurt en 1873 et le second volume ne sera jamais publié. Son herbier est mis en vente en 1874 et est aujourd'hui conservé à l'Institut de botanique Komarov.

## Éponymie
Alexander von Bunge lui a dédié le genre Bienertia (Chenopodiaceae).